# Zerb (DJ)

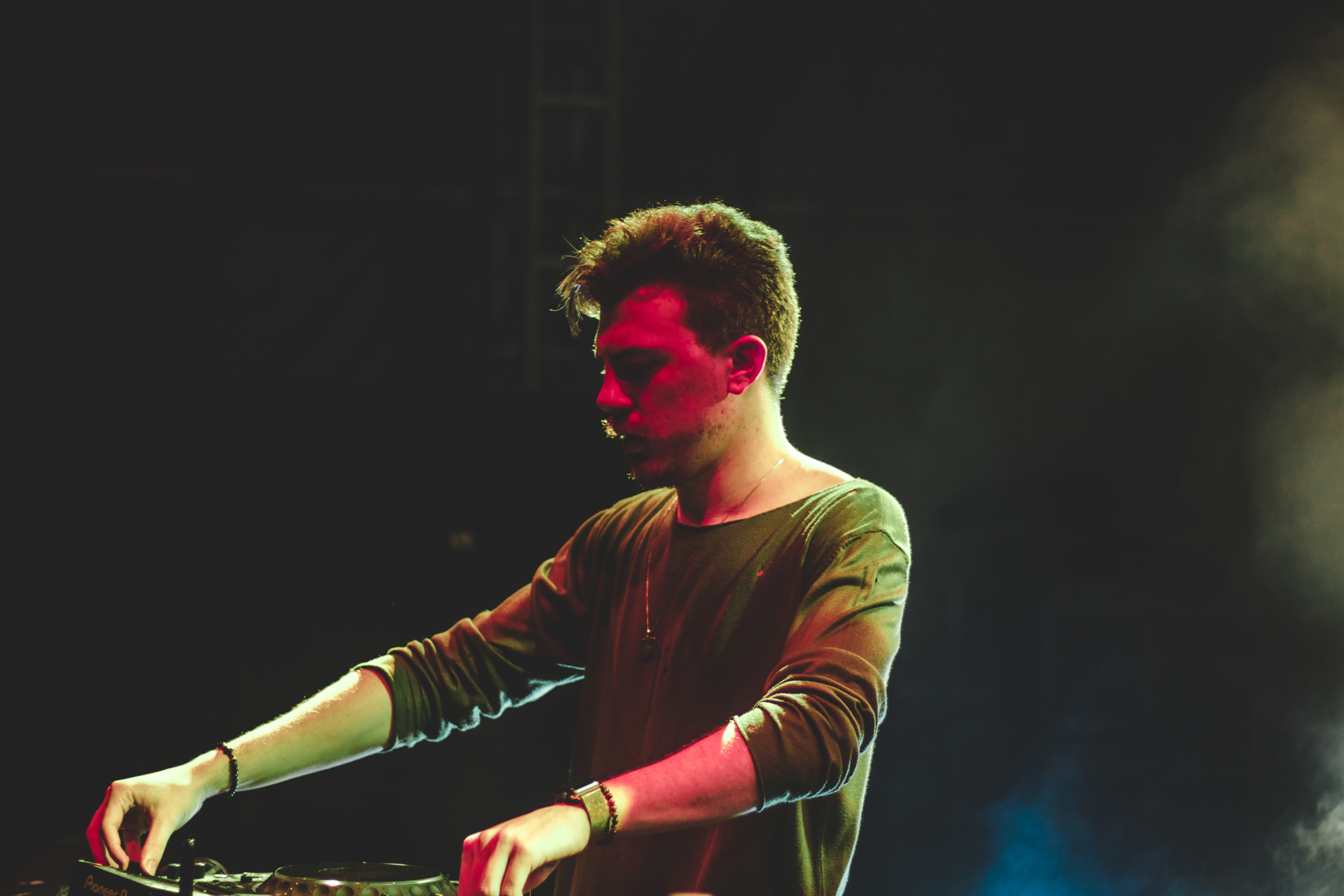
Zerb (2018)

Matheus Zerbini Massa (* 25. Dezember 1997 in São Paulo) ist ein brasilianischer DJ und Musikproduzent. Er ist vor allem unter seinem Künstlernamen Zerb bekannt.

## Leben
Matheus Zerbini Massa wurde in São Paulo geboren und wuchs dort auf. Während seiner Kindheit lernte er verschiedene Instrumente wie Gitarre, Schlagzeug und Klavier zu spielen.
2012, im Alter von 14 Jahren, begann er sich für elektronische Musik zu interessieren. Inspiriert von DJs wie Skrillex und Deadmau5 begann er, seine eigenen Songs zu produzieren und sie auf seinem YouTube-Channel und auf SoundCloud zu veröffentlichen. Anfangs enthielten seine Produktionen Elemente von Progressive House und Big-Room.
Im Jahr 2015 begann er, verschiedene Remixe ins Internet zu stellen, in denen er Elemente von Deep House und Tropical House mischte und damit die Aufmerksamkeit verschiedener Künstler der Szene erregte. Durch eine Facebook-Nachricht erregte er die Aufmerksamkeit von Vintage Culture und gemeinsam veröffentlichten sie einen Remix von ZHUs Faded. Mit dem Erfolg des Tracks wurde Zerb Teil des Managements Entourage und begann, in ganz Brasilien aufzutreten. Im selben Jahr wurde Zerb als eine der Attraktionen für die 2016er Ausgabe des Lollapalooza-Festivals bestätigt.
Im Jahr 2016, während er durch Brasilien reiste und auf verschiedenen Partys und Festivals auftrat, belegte Zerb den Studiengang Marketing an der Universität von São Paulo, den er 2019 abschloss. 2017 wurde Zerb als ein Künstler für das Rock in Rio Festival bestätigt. In der zweiten Jahreshälfte 2018 veröffentlichte er in Zusammenarbeit mit der Sängerin Giulia Be den Song With You. Mit Elementen aus Pop und Tropical House erreichte der Song Platz 9 der Spotify-Viral-Charts.
Im Jahr 2019 veröffentlichte er in Zusammenarbeit mit der Sängerin und Prominenten Júlia Gomes und den DJs Sandeville und Duncan den Song Wherever U Wanna Go. Im selben Jahr veröffentlichte er zusammen mit dem Sänger Fiuk eine akustische Version des Songs.
Mitte 2020 veröffentlichte er in Zusammenarbeit mit dem italienischen DJ Noto und dem Belgier Marc Benjamin den Song Like 2 Party, der auf der Beatport-Website Platz 1 der meistverkauften Electro-House-Songs erreichte. Derzeit ist er Teil der Eventagentur und Produktionsfirma Plus Network.
Der große internationale Durchbruch gelang ihm 2023 mit dem Song Mwaki zusammen mit der kenianischen Sängerin Sofiya Nzau. Tatsächlich handelt es sich bei dem in der Bantu-Sprache Kikuyu verfassten Song um keine wirkliche Kollaboration. Nzau hatte einige Vokalspuren und Pakete auf verschiedenen Websites zum Download angeboten und Zerb hat deren Material für den Track genutzt. Der Track ging über diverse Websites, darunter TikTok viral und erreichte die Charts. Das Lied, dessen Titel auf Deutsch „Feuer“ bedeutet, wurde von Künstlern wie Major Lazer und Tiësto geremixt. Im Januar 2024 wurde das Video zu dem Song im kenianischen Nationalpark Hell’s Gate abgedreht.

## Diskografie

### EPs
- 2021: Lonely Nights
- 2021: Still Unknown
- 2023: Surrender

### Singles
- 2012: Up
- 2015: Reasons
- 2015: Somebody Else (mit Thomaz Krauze)
- 2016: Acid Booty
- 2016: Tell Me (mit Dubdogz)
- 2017: Paradise
- 2018: Slow Motion (mit Pontifexx)
- 2018: With You (mit Giulia Be)
- 2019: Wherever U Wanna Go (mit Sandeville, Duncan & Júlia Gomes)
- 2019: Wherever U Wanna Go (Acústico) (mit Sandeville, Duncan, Júlia Gomes & Fiuk)
- 2019: Belong (mit Sophia Stedile)
- 2020: Sunlight (mit Ralk & Vitório)
- 2020: Like 2 Party (mit Noto & Marc Benjamin)
- 2020: Stay With Me
- 2020: Waste Your Time (mit Nonô)
- 2021: Trouble’s Gonna Find Me
- 2021: Alive (mit Mevil & Calvin Duo)
- 2022: DNACID
- 2022: Shake for Me
- 2022: Round N Round (mit Dubdogz)
- 2022: Winding Road (mit Kidd Thorn)
- 2023: I Don’t Know (mit 2Strange)
- 2023: I’ll Be Yours (mit Georgi Kay)
- 2023: Surrender (mit Santti & Lia Rose)
- 2023: Use Somebody (mit Sophia Stedile)
- 2024: Addicted (mit The Chainsmokers & Ink; #1 der deutschen Single-Trend-Charts am 5. Juli 2024[15])

### Remixe
- 2015: Zhu – Faded (Vintage Culture & Zerb Remix)
- 2016: Joy Corporation – Do You Remember (Zerb Remix)
- 2016: Vintage Culture & Woo2Tech – Sometimes (Zerb Remix)
- 2017: Ookay – Thief (Zerb Remix)
- 2017: Gnash & Olivia O’Brien – I Hate U, I Love U (Zerb Remix)
- 2017: Lemaitre – Higher (Zerb Remix)
- 2018: Musikk – Summer Lovin' (feat. John Rock) [Zerb & Hi-Cut Remix]
- 2018: Sam Feldt & Alex Schulz – Be My Lover (Zerb Remix)
- 2024: Diplo & Hugl – Stay High (feat. Julia Church) (Zerb Remix)

## Auszeichnungen für Musikverkäufe
| Goldene Schallplatte - Belgien - 2024: für die Single Addicted - Spanien - 2024: für die Single Mwaki - 2025: für die Single Addicted Platin-Schallplatte - Frankreich - 2025: für die Single Mwaki - Griechenland - 2025: für die Single Addicted - Italien - 2024: für die Single Mwaki | 2× Platin-Schallplatte - Griechenland - 2025: für die Single Mwaki |

Anmerkung: Auszeichnungen in Ländern aus den Charttabellen bzw. Chartboxen sind in ebendiesen zu finden.
| Land/RegionAuszeichnungen für Musikverkäufe (Land/Region, Auszeichnungen, Verkäufe, Quellen) | Silber     | Gold     | Platin     | Verkäufe | Quellen             |
| -------------------------------------------------------------------------------------------- | ---------- | -------- | ---------- | -------- | ------------------- |
| Belgien (BRMA)                                                                               | —          | Gold1    | —          | 20.000   | ultratop.be         |
| Frankreich (SNEP)                                                                            | —          | —        | Platin1    | 200.000  | snepmusique.com     |
| Griechenland (IFPI)                                                                          | —          | —        | 3× Platin3 | 60.000   | Einzelnachweise     |
| Italien (FIMI)                                                                               | —          | —        | Platin1    | 100.000  | fimi.it             |
| Spanien (Promusicae)                                                                         | —          | 2× Gold2 | —          | 60.000   | elportaldemusica.es |
| Vereinigtes Königreich (BPI)                                                                 | 2× Silber2 | —        | —          | 400.000  | bpi.co.uk           |
| Insgesamt                                                                                    | 2× Silber2 | 3× Gold3 | 5× Platin5 |          |                     |